# Terremoti all'Aquila
Questa è la lista dei principali eventi sismici che hanno colpito il distretto sismico dell'Aquilano a partire dal XIV secolo.

## Eventi principali
Vengono qui riepilogati gli eventi sismici che hanno colpito L'Aquila con intensità stimata superiore al VI grado della scala Mercalli:
| Data             | Epicentro                            | Epicentro             | Potenza | Potenza | Descrizione | Descrizione | Dettagli |
| Data             | Località                             | Coordinate            | Mw      | Io      | Note storiche | Vittime     | Dettagli |
| ---------------- | ------------------------------------ | --------------------- | ------- | ------- | --- | ----------- | -------- |
| 3 dicembre 1315  | L'Aquila                             | 42°21′N 13°24′E       | 5.6     | 8-9     | Viene storicamente individuato come il primo terremoto a colpire la città, sorta alla metà del XIII secolo. La sequenza sismica cominciò nel febbraio del 1315 e continuò per circa un anno, con la scossa principale che si verificò il 3 dicembre. Rimasero gravemente danneggiati il Duomo dell'Aquila e la chiesa di San Francesco a Palazzo. | -           | dettagli |
| 9 settembre 1349 | Fiamignano (RI)                      | 42°16′12″N 13°07′12″E | 6.3     | 9       | È uno dei più importanti terremoti a colpire l'Appennino centrale anche se il numero e la localizzazione degli eventi sismici è particolarmente dibattuto e comprende tre potenziali scosse in una vasta regione tra l'Abruzzo Ultra e il Molise. Causò gravissimi danni e circa 800 vittime solo in città. | 2 500       | dettagli |
| 3 aprile 1398    | L'Aquila                             | 42°21′N 13°24′E       | 4.6     | 6       | Evento minore che causò alcuni danni. | -           | -        |
| 26 novembre 1461 | Poggio Picenze (AQ)                  | 42°18′36″N 13°32′24″E | 6.5     | 10      | Insieme agli eventi del 1703 e 2009, è considerato il principale degli eventi sismici che hanno colpito L'Aquila. In città si verificarono danni e crolli, mentre i centri vicini di Onna, Poggio Picenze, San Pio delle Camere e Sant'Eusanio Forconese furono letteralmente rasi al suolo. Il sisma fece danni anche fuori dal comprensorio aquilano, causando tra gli altri il crollo della chiesa di San Francesco della Scarpa a Sulmona. | 150         | dettagli |
| 7 luglio 1619    | Capitignano (AQ)                     | 42°31′48″N 13°18′00″E | 5.3     | 7-8     | Evento che causò danni e vittime nell'alto Aterno, in particolare a Mascioni di Campotosto e Montereale. | alcune      | -        |
| 19 giugno 1646   | L'Aquila                             | 42°21′N 13°24′E       | 4.8     | 6-7     | Evento minore, forse collegato al terremoto di Amatrice del 28 aprile 1646, che causò alcuni danni. | -           | -        |
| 8 giugno 1672    | Campotosto (AQ)                      | 42°34′12″N 13°18′00″E | 5.3     | 7-8     | Evento che causò danni e vittime nell'alto Aterno e dell'alto Tronto, in particolare ad Amatrice e Montereale. All'Aquila si verificarono crolli in numerosi edifici e alle mura cittadine. | 17          | -        |
| 2 febbraio 1703  | Pizzoli (AQ)                         | 42°25′48″N 13°17′24″E | 6.7     | 10      | È il maggiore e il più devastante evento sismico verificatosi all'Aquila nonché, insieme ai terremoti del 1461 e 2009, uno dei tre eventi distruttivi della città. La sequenza sismica, particolarmente lunga e intensa, cominciò nel 1702 e culminò il 14 gennaio in una prima devastante scossa (7.0 Mw) che colpì la Valnerina e l'alto Aterno causando circa 6000 morti e la distruzione di moltissimi centri abitati. Una seconda scossa (6.7 Mw) si verificò nei pressi di Pizzoli, pochi chilometri a nord-est dell'Aquila, e causò il danneggiamento pressoché totale di tutto il patrimonio architettonico cittadino. Il crollo della chiesa di San Domenico causò, da solo, circa 600 vittime; nel contado si stimarono 3700 decessi mentre in totale, l'intera crisi sismica, fece registrare quasi diecimila vittime. Alcuni danni si verificarono anche a Roma. | 3 700       | dettagli |
| 1º febbraio 1750 | L'Aquila                             | 42°21′N 13°24′E       | 4.8     | 6-7     | Evento minore che causò alcuni danni. | -           | -        |
| 6 ottobre 1762   | Barisciano (AQ)                      | 42°18′36″N 13°35′24″E | 5.5     | 8       | Evento che causò danni e vittime tra la valle dell'Aterno e l'altopiano di Navelli, in particolare a Castelnuovo e Poggio Picenze. | 10          | -        |
| 31 luglio 1786   | L'Aquila                             | 42°21′N 13°24′E       | 4.9     | 6       | Evento minore che causò alcuni danni. | -           | -        |
| ? gennaio 1790   | L'Aquila                             | 42°21′N 13°24′E       | 5.3     | 7-8     | Evento minore che causò alcuni danni. Non si conosce la data esatta. | -           | -        |
| ? dicembre 1848  | L'Aquila                             | 42°21′N 13°24′E       | 4.6     | 6       | Evento minore che causò alcuni danni. La sequenza sismica si protrasse tra il novembre del 1848 e il gennaio del 1849. | -           | -        |
| 24 febbraio 1874 | Villa Santa Lucia degli Abruzzi (AQ) | 42°19′48″N 13°46′48″E | 5.1     | 6-7     | Evento che causò danni e vittime tra Campo Imperatore e la valle del Tirino, in particolare a Villa Santa Lucia degli Abruzzi. Danni lievi all'Aquila. | alcune      | -        |
| 22 aprile 1916   | Lucoli (AQ)                          | 42°17′24″N 13°24′00″E | 5.1     | 6-7     | Evento minore, forse collegato al terremoto della Marsica del 1915, che causò alcuni danni. | -           | -        |
| 24 giugno 1958   | Fossa (AQ)                           | 42°19′12″N 13°30′00″E | 5.0     | 7       | Evento minore che causò alcuni danni. | -           | -        |
| 6 aprile 2009    | San Gregorio (L'Aquila)              | 42°18′36″N 13°30′36″E | 6.3     | 9-10    | È il più recente sisma verificatosi all'Aquila nonché, insieme ai terremoti del 1461 e 1703, uno dei tre eventi distruttivi della città. La sequenza sismica, iniziata sul finire del 2008 e intensificatasi già nel marzo 2009, culminò con una devastante scossa nella notte tra il 5 e il 6 aprile causando il danneggiamento di tutti gli edifici del comprensorio. Particolare rilevanza assunsero il crollo della cupola della chiesa delle Anime Sante e la distruzione del palazzo della Prefettura, divenute le immagini simbolo dell'evento, oltre che il cedimento di un'intera ala della Casa dello Studente. Nel complesso si contarono 308 vittime, di cui circa 200 in città. Le repliche si protrassero per molti mesi. | 308         | dettagli |
| 18 gennaio 2017  | Capitignano (AQ)                     | 42°31′48″N 13°16′48″E | 5.5     | 7-8     | Sequenza sismica, collegata al terremoto del Centro Italia che colpì Amatrice e Norcia nel 2016, che culminò in quattro scosse ravvicinate, tutte di magnitudo superiore a 5, con epicentro a Capitignano. Causò numerosi danni, in particolare nell'alto Aterno. La sequenza sismica viene inoltre messa in relazione con la valanga di Rigopiano che causò 29 vittime e 11 feriti. | -           | dettagli |